# Alexander Henry Green
Alexander Henry Green (10 octobre 1832-19 août 1896) est un géologue britannique.

## Biographie
Green est né à Maidstone le 10 octobre 1832, est le fils aîné de Thomas Sheldon Green, directeur de la Ashby Grammar School à Ashby-de-la-Zouch qui a épousé Mlle Derington de Hinckley dans le Leicestershire. Après être passé par l'école de son père, il se rend au Gonville and Caius College de Cambridge, où il est admis le 25 juin 1851 et obtient son diplôme de sixième wrangler en 1855. Élu membre de son collège la même année, il obtient une maîtrise en 1858 et y reste jusqu'en 1861.
Il obtient une nomination au British Geological Survey en 1861. Il travaille d'abord sur les roches jurassiques et crétacées des comtés du Midland, passant ensuite aux dépôts carbonifères du Derbyshire, du Yorkshire et des comtés du nord. En 1874, il quitte l'arpentage pour devenir professeur de géologie au Yorkshire College de Leeds et écrit un manuel bien reçu de géologie physique en 1876. Il prend également, en 1885, les fonctions de la chaire de mathématiques et est pendant un certain temps chargé de cours en géologie à l'école de génie militaire de Chatham. En 1888, il est nommé professeur de géologie à Oxford à la place de Sir Joseph Prestwich, et reçoit de cette université le diplôme honorifique de MA .
Green devient membre de la Société géologique de Londres en 1862 et reçoit la médaille Murchison en 1892. Au cours de la dernière année, il est élu membre honoraire du Gonville and Caius College. En 1886, il est élu membre de la Royal Society et en 1890 est président de la section de géologie à la réunion de Leeds de la British Association. Sa force dans cette science réside dans le travail sur le terrain et dans certains départements de géologie physique où ses connaissances mathématiques sont particulièrement utiles. À l'été 1896, il a une attaque paralytique et meurt le 19 août à sa résidence, Boars Hill, près d'Oxford .

## Famille
Il se marie deux fois : en 1866 avec Miss Mary Marsden, du quartier de Sheffield, décédée en 1882 ; et en 1883 à Miss WM Armstrong, originaire de Clifton, qui lui survit. Un fils et deux filles sont issus du premier mariage, et un fils et une fille du second, qui ont tous survécu à leur père .